# 坂巻伸昭
坂巻 伸昭（さかまき のぶあき、1959年3月11日 - 2021年7月13日）は、日本の実業家。

## 生涯
千葉県生まれ。1982年武蔵大学経済学部経済学科卒業を卒業し、同年4月、東武鉄道入社。2008年同グループ事業部長、2010年東武トラベル取締役社長を経て、2012年東武鉄道取締役グループ事業部長に就任。2013年8月、トップツアー代表取締役社長および東武トラベル代表取締役を兼任し、両社の合併を行い、2015年4月、合併後の東武トップツアーズ取締役社長に就任。2017年6月、日本旅行業協会副会長。2018年6月、旅行業公正取引協議会副会長。2020年6月、日本旅行業協会会長。
2021年7月13日、肺がんのため死去。62歳没。